# رافا بدو
رافا بدو (انگلیسی: Rafa Bado؛ زادهٔ ۳۰ دسامبر ۱۹۸۴) بازیکن فوتبال اهل بریتانیا است.
از باشگاه‌هایی که در آن بازی کرده‌است می‌توان به اشاره کرد.
وی همچنین در تیم ملی فوتبال جبل‌طارق بازی کرده‌است.